# Carl Anton Melander
Carl Anton Melander, född den 9 februari 1846 i Alseda, död den 3 oktober 1914, var en svensk filolog, översättare och botanist. 
Melander, som var prästson, disputerade 1871 i grekiska. Mellan 1873 och 1908 var han lärare vid läroverket i Skellefteå, men översatte vid sidan av en rad verk från latin och klassisk grekiska. Hans översättningar fick dock ringa spridning eftersom samtliga gavs ut på eget förlag. Som botaniker gjorde han flera resor i Västerbottens lappmarker, vars resultat publicerades sporadiskt i Botaniska Notiser. Han ligger begraven på Skellefteå landsförsamlings kyrkogård.

## Översättningar
- Euklides: Bearbetning af några Euklides' första elementer (Skellefteå, 1875)
- Horatius: Oder: första boken (Skellefteå, 1877). Rev. upplaga 1902 med titel Första boken af Horatius' Oder
- Seneca den yngre: Medea: sorgespel (Umeå, 1882)
- Euripides: Feniciskorna: sorgespel (Umeå, 1888)
- Tryfiodoros: Trojas intagning: en sång (Umeå, 1894)
- Kolluthos: Harpagē Helenēs (Uppsala, 1898)
- Quintus Smyrnaeus: Fortsättning af Iliaden i 14 sånger (Skellefteå, 1899-1903)
- Homeros: Iliaden (Skellefteå, 1904-1906)